# Marcin Gralla
Marcin Gralla (ur. 2 listopada 1980 w Elblągu) – polski łyżwiarz, reprezentant Polski w łyżwiarstwie szybkim.
Zawodnik klubu Orzeł Elbląg. Medalista Mistrzostw Europy juniorów.